# Liste der Hochschulen in Brandenburg
Dies ist eine Liste der Hochschulen in Brandenburg. Im Land Brandenburg gibt es sechs Universitäten, zwei Verwaltungs- und neun sonstige Fachhochschulen.

## Universitäten
| Logo | Name                                                                                    | Träger    | Erst- gründung | Gründung | Fakultäten         | Studierende (Semester) |
| ---- | --------------------------------------------------------------------------------------- | --------- | -------------- | -------- | ------------------ | ---------------------- |
|      | Brandenburgische Technische Universität Cottbus-Senftenberg Cottbus, Senftenberg        | staatlich | 1991           | 2013     | 8                  | 7.100 WS 2024          |
|      | Europa-Universität Viadrina Frankfurt (Oder)                                            | staatlich | 1506           | 1991     | 3                  | 3.933 WS 2024          |
|      | Filmuniversität Babelsberg Konrad Wolf Potsdam                                          | staatlich | 1954           | 1954     | 2                  | 944 WS 2023/24         |
|      | German University of Digital Science Potsdam                                            | privat    | 2024           | 2024     | 5 research centers | No information         |
|      | Medizinische Hochschule Brandenburg Theodor Fontane Brandenburg an der Havel, Neuruppin | privat    | 2014           | 2014     | 2                  | 739 SS 2023            |
|      | Medizinische Universität Lausitz – Carl Thiem Cottbus                                   | staatlich | 2024           | 2024     |                    |                        |
|      | Universität Potsdam Potsdam                                                             | staatlich | 1948           | 1991     | 6                  | 20.800 WS 2022/23      |

## Fachhochschulen

### Fachhochschulen (ohne Verwaltungsfachinstitute)
| Logo | Name                                                         | Träger    | Erst- gründung | Gründung | Fachbereiche | Studierende (Jahr) |
| ---- | ------------------------------------------------------------ | --------- | -------------- | -------- | ------------ | ------------------ |
|      | University of Europe for Applied Sciences Potsdam            | privat    | 2000           | 2017     | 3            | 1.268 WS 2023/24   |
|      | Technische Hochschule Brandenburg Brandenburg an der Havel   | staatlich | 1992           | 1992     | 3            | 3.209 WS 2025      |
|      | Hochschule für nachhaltige Entwicklung Eberswalde Eberswalde | staatlich | 1830           | 1992     | 4            | 2.297 WS 2023/24   |
|      | Fachhochschule Potsdam Potsdam                               | staatlich | 1991           | 1991     | 5            | 3.668 WS 2024/25   |
|      | Technische Hochschule Wildau Wildau                          | staatlich | 1991           | 1991     | 2            | 3.316 WS 2024      |
|      | Theologische Hochschule Elstal Wustermark-Elstal             | kirchlich | 1880           | 1997     | 1            | 51 WS 2022/23      |
|      | Fachhochschule für Sport und Management Potsdam Potsdam      | privat    | 2009           | 2009     | 1            | 546 WS 2023/24     |
|      | XU Exponential University of Applied Sciences Potsdam        | privat    | 2018           | 2018     |              | 178 WS 2023/24     |
|      | Hochschule für Gesundheitsfachberufe Eberswalde (HGE)        | privat    | 2023           | 2023     | 2            | 100                |

### Verwaltungsfachhochschulen
| Logo | Name                                                                   | Träger    | Erst- gründung | Gründung | Fachbereiche | Studierende (Jahr) |
| ---- | ---------------------------------------------------------------------- | --------- | -------------- | -------- | ------------ | ------------------ |
|      | Fachhochschule für Finanzen des Landes Brandenburg Königs Wusterhausen | staatlich | 1948           | 1991     | 1            | 947 WS 2023/24     |
|      | Hochschule der Polizei des Landes Brandenburg Oranienburg              | staatlich | 1947           | 1991     | 1            | 699 WS 2023/24     |